# Leon Plantinga
Leon B. Plantinga est un musicologue américain spécialisé dans la musique des dix-huitième et dix-neuvième siècles. 

## Carrière
Ses écrits ont influencé la recherche sur Clementi, Beethoven et Schumann. Son ouvrage La Musique Romantique est toujours utilisé comme manuel de référence pour la musique du dix-neuvième siècle dans les universités américaines. Après avoir servi de 1963 à 2005, en tant que membre du corps professoral du département de musique de l'Université Yale, il est aujourd'hui membre émérite de la faculté. Il est le frère du philosophe Alvin Plantinga et du théologien Cornelius Plantinga
Il est l'auteur de Beethoven's Concertos: History, Style, Performance. (New York, W. W. Norton, 1999. xi-403 p. et un livret d'exemples musicaux, 108 p.   (ISBN 0-393-04691-5))

## Ouvrages
- Schumann As Critic (Yale University Press, 1967)
- Clementi: His Life and Music (Oxford University Press, 1977)
- La Musique romantique : historie du style musical au XIXe siècle en Europe [« Romantic Music »]  (trad. de l'anglais par Denis Collins), Paris, Lattès, 1989 (1re éd. 1984 (en)), 533 p. (ISBN 978-2-70960-763-6)
- Beethoven's concertos: History, style, performance (W.W. Norton, 1999)